# Temporada 1992-93 de los Detroit Pistons
La temporada 1992-93 fue la cuadragésimo quinta de los Pistons en la NBA, y la trigésimo sexta en su localización de Detroit, Míchigan. La temporada regular acabaron con 40 victorias y 42 derrotas, ocupando la décima posición de la Conferencia Este, no logrando clasificarse para los playoffs.

## Elecciones en elDraft
| Ronda | Puesto | Jugador     | Posición  | Nacionalidad   | Universidad |
| ----- | ------ | ----------- | --------- | -------------- | ----------- |
| 1     | 19     | Don MacLean | Ala-Pívot | Estados Unidos | UCLA        |

## Temporada regular
| División Central      | División Central | División Central | División Central | División Central | División Central | División Central | División Central | División Central |
| Equipo                | G                | P                | %                | PD               | Casa             | Fuera            | Div              |                  |
| --------------------- | ---------------- | ---------------- | ---------------- | ---------------- | ---------------- | ---------------- | ---------------- | ---------------- |
| y-Chicago Bulls       | 57               | 25               | .695             | —                | 31–10            | 26–15            | 19–9             |                  |
| x-Cleveland Cavaliers | 54               | 28               | .659             | 3                | 35–6             | 19–22            | 22–6             |                  |
| x-Charlotte Hornets   | 44               | 38               | .537             | 13               | 22–19            | 22–19            | 12–16            |                  |
| x-Atlanta Hawks       | 43               | 39               | .524             | 14               | 25–16            | 18–23            | 12–16            |                  |
| x-Indiana Pacers      | 41               | 41               | .500             | 16               | 27–14            | 14–27            | 11–17            |                  |
| Detroit Pistons       | 40               | 42               | .488             | 17               | 28–13            | 12–29            | 12–16            |                  |
| Milwaukee Bucks       | 28               | 54               | .341             | 29               | 18–23            | 10–31            | 10–18            |                  |

## Estadísticas

### Temporada regular
| Rk | Jugador           | Edad | P  | PT | MP   | TC  | TCI  | %TC  | T3  | T3I | %T3  | TL  | TLI | %TL  | RO  | RD   | RT   | AS  | RB  | TAP | BP  | FP  | PTS  |
| -- | ----------------- | ---- | -- | -- | ---- | --- | ---- | ---- | --- | --- | ---- | --- | --- | ---- | --- | ---- | ---- | --- | --- | --- | --- | --- | ---- |
| 1  | Joe Dumars        | 29   | 77 | 77 | 40.2 | 8.8 | 18.9 | .466 | 1.5 | 3.9 | .375 | 4.5 | 5.2 | .864 | 0.8 | 1.1  | 1.9  | 4.0 | 1.0 | 0.1 | 1.8 | 1.8 | 23.5 |
| 2  | Dennis Rodman     | 31   | 62 | 55 | 38.9 | 3.0 | 6.9  | .427 | 0.2 | 1.2 | .205 | 1.4 | 2.6 | .534 | 5.9 | 12.3 | 18.3 | 1.6 | 0.8 | 0.7 | 1.7 | 3.2 | 7.5  |
| 3  | Isiah Thomas      | 31   | 79 | 79 | 37.0 | 6.7 | 15.9 | .418 | 0.8 | 2.5 | .308 | 3.5 | 4.8 | .737 | 0.9 | 2.0  | 2.9  | 8.5 | 1.6 | 0.2 | 3.6 | 2.8 | 17.6 |
| 4  | Alvin Robertson   | 30   | 30 | 22 | 31.4 | 3.6 | 8.3  | .434 | 0.8 | 2.2 | .343 | 1.3 | 1.9 | .690 | 2.0 | 2.4  | 4.4  | 3.6 | 2.2 | 0.3 | 1.9 | 3.3 | 9.3  |
| 5  | Orlando Woolridge | 33   | 50 | 47 | 29.5 | 5.4 | 11.3 | .479 | 0.0 | 0.2 | .000 | 2.3 | 3.4 | .673 | 1.7 | 1.8  | 3.5  | 2.2 | 0.5 | 0.5 | 1.5 | 2.3 | 13.1 |
| 6  | Terry Mills       | 25   | 81 | 46 | 27.0 | 6.1 | 13.2 | .461 | 0.1 | 0.4 | .278 | 2.5 | 3.1 | .791 | 2.2 | 3.7  | 5.8  | 1.4 | 0.5 | 0.6 | 1.8 | 3.5 | 14.8 |
| 7  | Bill Laimbeer     | 35   | 79 | 41 | 24.5 | 3.7 | 7.3  | .509 | 0.1 | 0.3 | .370 | 1.2 | 1.3 | .894 | 1.4 | 3.9  | 5.3  | 1.6 | 0.6 | 0.5 | 0.7 | 2.7 | 8.7  |
| 8  | Mark Aguirre      | 33   | 51 | 15 | 20.7 | 3.7 | 8.3  | .443 | 0.6 | 1.6 | .361 | 1.9 | 2.5 | .767 | 0.8 | 2.1  | 3.0  | 2.1 | 0.3 | 0.1 | 1.3 | 2.0 | 9.9  |
| 9  | Olden Polynice    | 28   | 67 | 18 | 19.4 | 3.1 | 6.4  | .490 | 0.0 | 0.0 | .000 | 1.0 | 2.1 | .465 | 2.7 | 3.5  | 6.2  | 0.4 | 0.5 | 0.3 | 0.8 | 1.9 | 7.3  |
| 10 | Darrell Walker    | 31   | 9  | 2  | 16.0 | 0.3 | 2.1  | .158 | 0.0 | 0.1 | .000 | 0.2 | 0.7 | .333 | 0.4 | 1.7  | 2.1  | 1.0 | 1.1 | 0.0 | 1.4 | 1.3 | 0.9  |
| 11 | Gerald Glass      | 25   | 56 | 5  | 13.9 | 2.4 | 5.6  | .429 | 0.1 | 0.6 | .226 | 0.4 | 0.6 | .636 | 1.1 | 1.4  | 2.5  | 1.2 | 0.5 | 0.3 | 0.5 | 1.8 | 5.3  |
| 12 | Danny Young       | 30   | 65 | 2  | 12.9 | 1.1 | 2.6  | .413 | 0.3 | 1.0 | .324 | 0.4 | 0.5 | .875 | 0.2 | 0.5  | 0.7  | 1.8 | 0.5 | 0.1 | 0.5 | 0.6 | 2.9  |
| 13 | Melvin Newbern    | 25   | 33 | 1  | 9.4  | 1.3 | 3.4  | .372 | 0.0 | 0.2 | .125 | 1.0 | 1.8 | .567 | 0.6 | 0.5  | 1.1  | 1.7 | 0.7 | 0.0 | 1.0 | 1.3 | 3.6  |
| 14 | Mark Randall      | 25   | 35 | 0  | 6.9  | 1.1 | 2.3  | .506 | 0.0 | 0.2 | .143 | 0.5 | 0.7 | .615 | 0.8 | 0.8  | 1.6  | 0.3 | 0.1 | 0.1 | 0.5 | 0.9 | 2.8  |
| 15 | Jeff Ruland       | 34   | 11 | 0  | 5.0  | 0.5 | 1.0  | .455 | 0.0 | 0.0 |      | 0.2 | 0.4 | .500 | 0.8 | 0.8  | 1.6  | 0.2 | 0.2 | 0.0 | 0.5 | 1.5 | 1.1  |
| 16 | Isaiah Morris     | 23   | 25 | 0  | 4.1  | 1.0 | 2.3  | .456 | 0.0 | 0.0 |      | 0.1 | 0.2 | .750 | 0.2 | 0.2  | 0.5  | 0.2 | 0.1 | 0.0 | 0.3 | 0.6 | 2.2  |

## Galardones y récords
| Jugador       | Galardón                                                                 |
| Joe Dumars    | Mejor quinteto defensivo de la NBA 2.º Mejor quinteto de la NBA All-Star |
| Dennis Rodman | Mejor quinteto defensivo de la NBA                                       |
| Isiah Thomas  | All-Star                                                                 |